# Xã Northern, Quận Beltrami, Minnesota
Xã Northern (tiếng Anh: Northern Township) là một xã thuộc quận Beltrami, tiểu bang Minnesota, Hoa Kỳ. Năm 2010, dân số của xã này là 4.657 người. Đến năm 2022, dân số tại đây là 3655 người.